# Helen O'Connell
Helen O'Connell (Lima, 23 maggio 1920 – San Diego, 9 settembre 1993) è stata una conduttrice televisiva e cantante statunitense.

## Biografia
O'Connell si unì al gruppo musicale di Jimmy Dorsey nel 1939 e ottenne i maggiori successi nei primi anni quaranta con Green Eyes, Amapola, Tangerine e Yours. In ognuno dei propri numeri, Bob Eberly canticchiava la canzone che poi Helen riprendeva in un arrangiamento up-tempo. O'Connell fu scelta dai lettori di Down Beat come migliore cantante femminile nel 1940 e nel 1941, e fu scelta in un sondaggio del 1940 della rivista Metronome come migliore cantante femminile.
Helen O'Connell si ritirò dallo show business dopo il primo matrimonio nel 1943. Quando nel 1951 il suo matrimonio finì, la O'Connell si rimise a lavorare, ottenendo alcuni successi discografici e regolari apparizioni in televisione. Fu una delle prime "girls" del programma The Today Show della NBC, e ad un certo punto arrivò ad avere un proprio show sulla stessa rete, Here's Hollywood, in cui intervistava varie celebrità, spesso nelle proprie case. Per diversi anni condusse Miss USA e Miss Universo insieme a Bob Barker dal 1972 al 1980, ottenendo anche una candidatura agli Emmy Award nel 1976. Helen O'Connell inoltre duettò con Bing Crosby, Johnny Mercer e Dean Martin. La registrazione del 1942 di Brazil insieme alla Jimmy Dorsey Orchestra è stata inserita nel 2009 nella Grammy Hall of Fame.
O'Connell si sposò quattro volte ed ebbe quattro figli. Il suo ultimo matrimonio, con il compositore Frank De Vol, terminò con la morte della O'Connell il 9 settembre 1993 a San Diego, a causa di un cancro.

## Filmografia parziale
- The Eddie Cantor Comedy Theater – serie TV, episodio 1x30 (1955)
- Matinee Theatre – serie TV, episodio 1x135 (1956)